# Bernard Karfiol
Bernard Karfiol, né le 6 mai 1886 à Budapest en Hongrie et mort le 16 août 1952 à Irvington (New York), est un peintre américain. Son œuvre est redevable au modernisme français et tend à synthétiser les influences de la peinture hellénique classique et les préoccupations modernistes abstraites.

## Biographie
Élevé à Brooklyn, Bernard Karfiol est un étudiant précoce ; avant l'âge de quinze ans il fréquente déjà l'Institut Pratt et l'Académie américaine de design.
En 1902, il passe une année à Paris et étudie avec Jean-Paul Laurens à l’Académie Julian et à l’École des Beaux-Arts, tout en s'imprégnant des courants artistiques de l'époque. André Derain en est un exemple important, tandis que Renoir, Cézanne et la première période de Picasso ont également contribué à sa formation artistique .
En 1904, il  participe au Salon d’automne.
Il voyage ensuite à travers l'Angleterre et le reste de l'Europe, puis revient à Paris où chez Gertrude Stein  et Leo Stein, il rencontre Henri Matisse et Henri Rousseau.
En 1906, il retourne à New-York, et travaille comme enseignant dans le studio prêté par son amie la sculptrice Gertrude Vanderbilt Whitney, se joint à la colonie d'artistes de Ridgefield, jusqu'à ce que le collectionneur et marchand d'art Hamilton Easter Field remarque son travail à l’Armory Show de New-York en 1913. 
Field achète alors ses tableaux, l'invite à venir enseigner dans l'école qu'il vient d'ouvrir dans le village côtier d'Ogunquit dans le Maine, dont les paysages se retrouveront dans nombre de ses œuvres, et organise sa première grande exposition en 1917. Dans les années 1920, Karfiol expose beaucoup : ainsi trois expositions personnelles de ses œuvres sont organisées à la Galerie  Brummer de New York ; il est ensuite représenté par la Downtown Gallery d'Edith Gregor Halpert et il participe à plusieurs expositions organisées par le Museum of Modern Art. 
En 1927, il participe à la  XXVIe exposition internationale de l’institut Carnegie à Pittsburgh en Pennsylvanie et remporte une mention honorableet en 1928 remporte la médaille d'or de l'école du Corcoran.
Karfiol est un peintre figuratif influencé à la fois par le classicisme et les impressionnistes et les post-impressionnistes et connu pour la tendresse envers ses sujets, les formes sensuelles et une palette douce de roses, d'oranges et de bleus sourds. 
Toutefois, ses voyages à Cuba, en Jamaïque et au Mexique dans les années 1930 lui ont inspiré de nouveaux sujets aux couleurs plus fortes et plus intenses.
Il laisse des portraits d'enfants, des nus, des paysages et des  marines.
Outre le MoMa, ses œuvres se trouvent dans les collections de la Pennsylvania Academy of the Fine Arts, du Metropolitan Museum of Art,,,, du Musée d'Art du comté de Los Angeles, du Smithsonian American Art Museum, de la Phillips Collection,,,,, du Whitney Museum of American Art, ainsi que la National Gallery of Art ou du Brooklyn Museum.